# Bartolomé Amat y Bonifaz
Bartolomé Amat y Bonifaz (Barcelona, 13 de agosto de 1786-Madrid, 28 de septiembre de 1850) fue un militar y escritor español.

## Biografía
Natural de Barcelona, estudió en la Academia militar de Zaragoza desde el año 1803 hasta 1805, para ingresar en el Cuerpo de Ingenieros. Promovido a subteniente el 4 de septiembre de este último año, pasó a continuar sus estudios en la Academia especial de Alcalá de Henares, y en las prácticas del regimiento. Concluidos aquellos, fue destinado a finales de 1807 a la división auxiliar que entró en Portugal al mando del teniente general marqués del Socorro, cuyos movimientos siguió por el Alentejo, Algarve y Andalucía hasta que pasó a Badajoz en 1808.
Promovido a teniente por la Junta Superior de Extremadura el 15 de junio, al tiempo que la provincia se levantaba contra los franceses, quedó incorporado en el ejército que se formó en aquella provincia y en el batallón de zapadores mandado por el teniente coronel Luis María Balanzat. Herido y apresado en la batalla de Gamonal, consiguió, no obstante, huir, evitar a los enemigos e incorporarse al Ejército de Extremadura, por aquel entonces en Segovia. Participó en la defensa del puente de Almaraz, en la batalla de Talavera y en la defensa de Montizón. En septiembre de 1809 pasó, con parte del ejército, al centro en el que continuó hasta la invasión de Andalucía en enero de 1810, cuando se retiró por el campo de Gibraltar a Cádiz.
Por Real orden, fue destinado el 28 de marzo de 1810 a una de las compañías de zapadores del ejército que defendía la Isla de León. Allí desempeñó las funciones de ingeniero, al mismo tiempo que ejercía, sucesivamente, de capitán y subalterno de compañía, cajero y habilitado de zapadores del primitivo regimiento.
En 1811 fue comisionado, junto con otros ingenieros, para la formación de un curso de estudios para la Academia del Cuerpo, que debía establecerse en Mallorca. Presentó los tratados de Aritmética, Álgebra, Geometría Especulativa y Práctica y el de Artillería, mereciendo las gracias del Gobierno.
Ese mismo año fue destinado a Cádiz, habiendo sido designado profesor de la Academia del Cuerpo que se estableció en dicha plaza, en la que permaneció hasta noviembre de 1814, cuando fue enviado a Alcalá de Henares, donde continuó hasta enero de 1822. En octubre de ese año fue mandado a la dirección de Castilla la Nueva.
El 5 de enero de 1823, por real orden, pasó a la Comisión de jefes y oficiales, a las inmediatas órdenes del ministro de la Guerra. Otra orden lo destinó al Depósito general de la guerra, trasladándose con el Gobierno, primero a Sevilla y después a Cádiz, donde permaneció haciendo simultáneamente el servicio de bufete y de campaña hasta finales de septiembre. Nombrado para la Dirección de Cataluña en marzo de 1826, desempeñó allí de manera simultánea las Comandancias y Detalles del Arma en las plazas de la Seo de Urgel, Cardona, Gerona y Hostalrich. Estuvo, asimismo, encargado de la Mayoría general, Depósito topográfico y parque de campaña, a las órdenes inmediatas de los directores-subinspectores, a los que acompañaba a visitas y revistas de las plazas.
El 6 de abril de 1833 fue nombrado vocal de la Junta Superior Facultativa del Cuerpo y, en diciembre de ese mismo año, vocal secretario de la Junta de Instrucción Militar. Promovido a coronel de infantería en junio de 1836, se encargó de la Secretaría de la Dirección General y fue jefe del Depósito Topográfico hasta diciembre de 1840.
Fue nombrado director del Colegio General Militar, cuyo cargo desempeñó hasta que se le mandó volver a servir a las inmediatas órdenes del ingeniero general encargado de la redacción de la historia del cuerop. Ascendido a director-subinspector de la clase de coronel, se le destinó a la dirección de Burgos.
Falleció en Madrid el 28 de septiembre de 1850, cuando era director de ingenieros del distrito de Burgos.

## Obras
Además de varios discursos, escribió las siguientes obras:
- Apuntes de un diario de los sitios de Gerona en 1808 y 1809
- Tratado de trigonometría rectilínea y geometría práctica
- Dictamen abreviado sobre las producciones de fortificación del Teniente general D. Tomás Muñoz (de la Armada) (1821)
- Memoria sobre el canal de Amposta (1826)
- Memoria sobre la catenaria aplicada a la nivelación y a la medición de distancias horizontales (1836)
- Memoria histórico-facultativa de las fortificaciones y edificios militares de Pancorbo desde 1794 hasta 1828, precedida de una introducción y noticia biográfica del autor (1883)
- Proyecto de Reglamento para un Colegio o Politécnico Militar (1841)